# جيف توماس (لاعب كرة قدم بريطاني)
جيف توماس (بالإنجليزية: Jeff Thomas)‏ (18 مايو 1949 بنيوبورت في المملكة المتحدة - ) هو مدرب كرة قدم ولاعب كرة قدم بريطاني في مركز جناح ‏. لعب مع نادي كمبران تاون ونيوبورت كونتي.

## وصلات خارجية
- جيف توماس على موقع قاعدة بيانات كرة القدم.إي يو (الإنجليزية)